# Graham Everest
Graham Everest (Southwick, 1957 — 30 de julho de 2010) foi um matemático britânico.

## Obras
- com Thomas Ward Introduction to Number Theory, Springer Verlag,  2005.
- com Ward Heights of polynomials and entropy in algebraic dynamics, Springer Verlag, 1999.
- com Alf van der Poorten, Thomas Ward, Igor Shparlinski: Recurrence sequences, American Mathematical Society, 2003.